# San Francisco del Norte
San Francisco del Norte é um município da Nicarágua, situado no departamento de Chinandega. Tem 120 km² de área e sua população em 2020 foi estimada em 7.424 habitantes.